# Anastatica hierochuntica
Anastatica hierochuntica är en korsblommig växtart som beskrevs av Carl von Linné. Anastatica hierochuntica ingår i släktet Anastatica och familjen korsblommiga växter. Inga underarter finns listade i Catalogue of Life.

## Bildgalleri

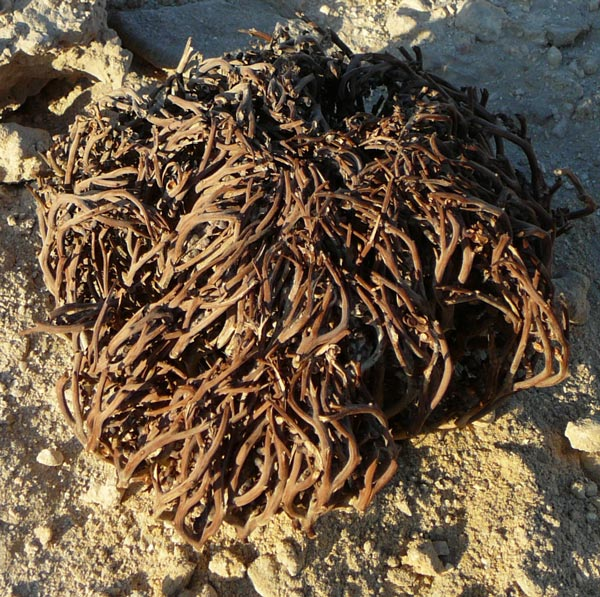
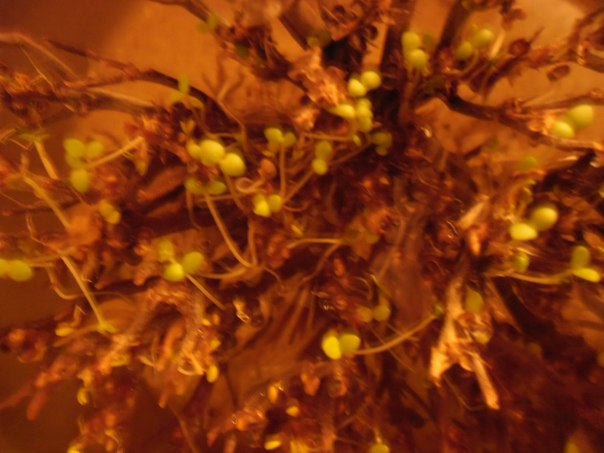
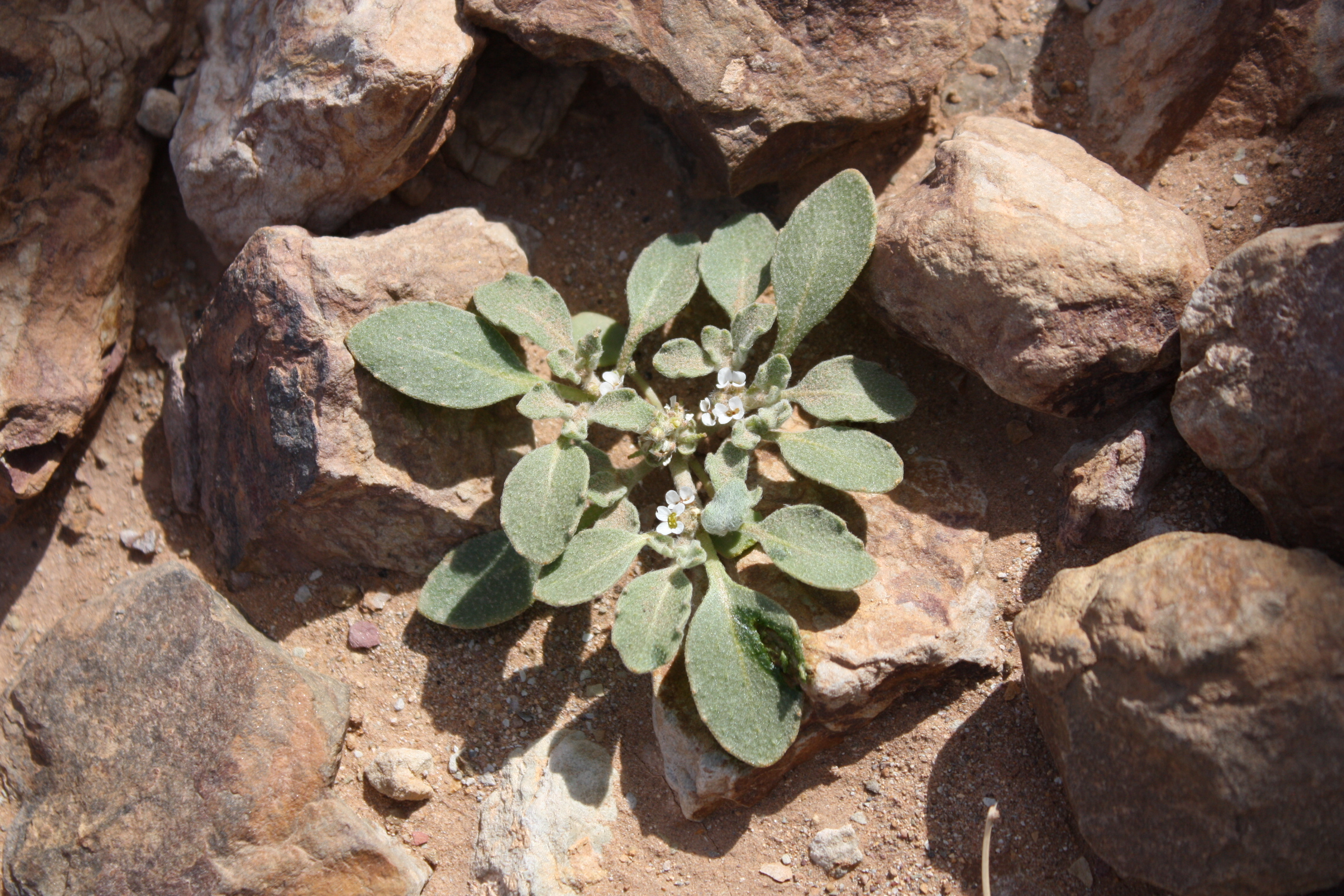
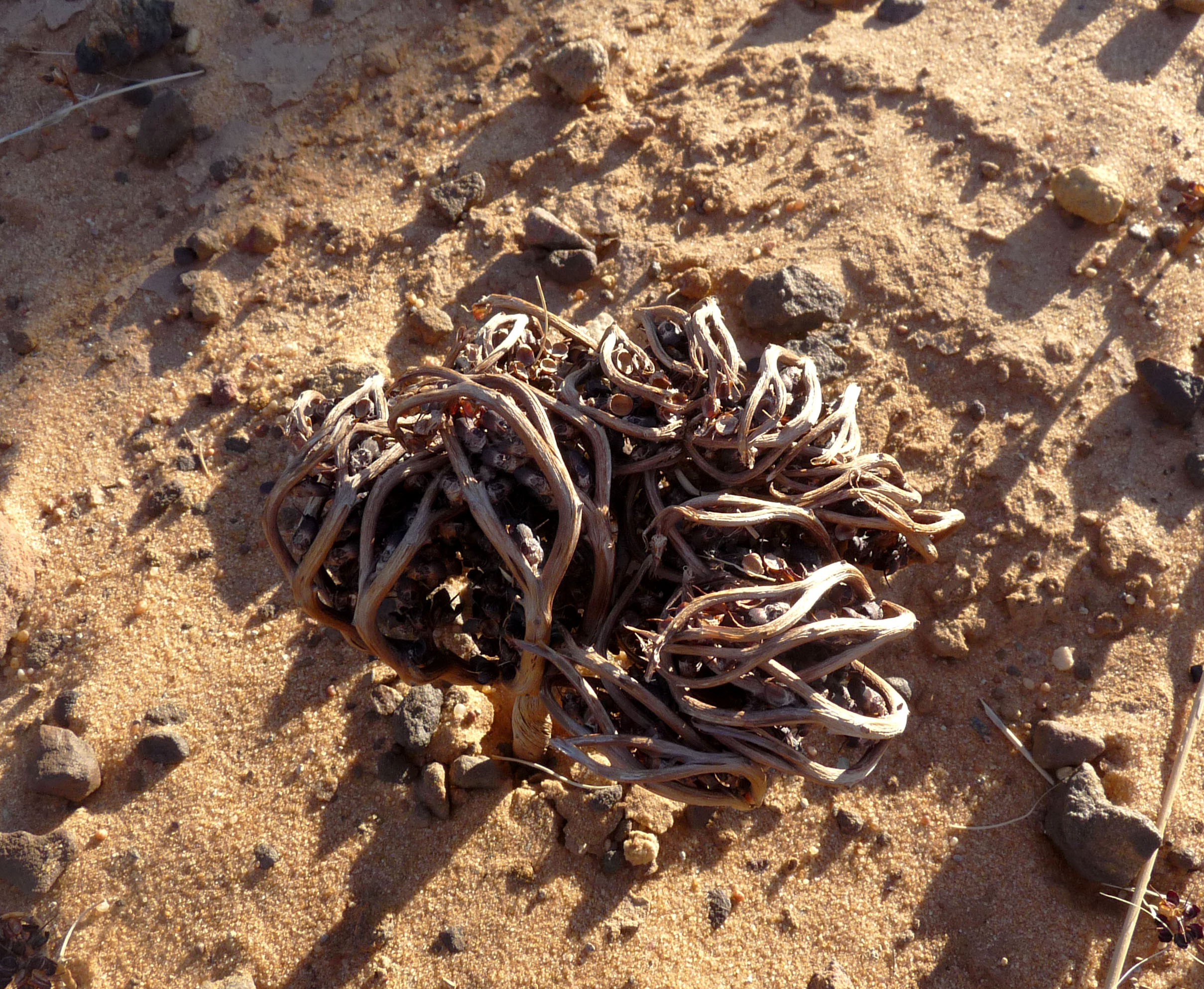
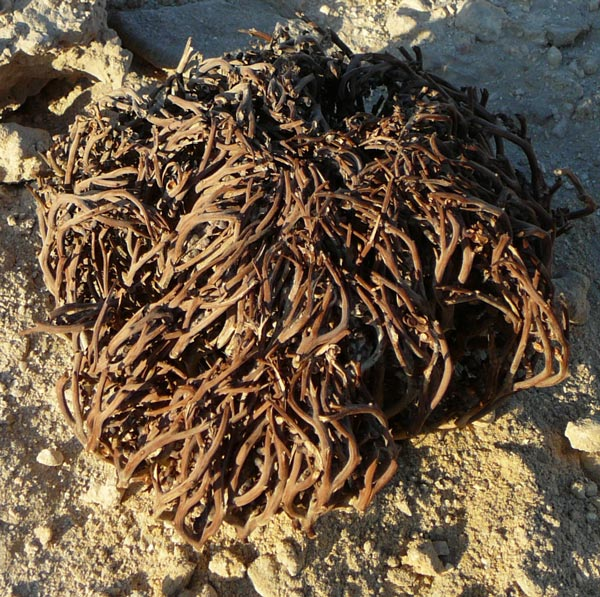
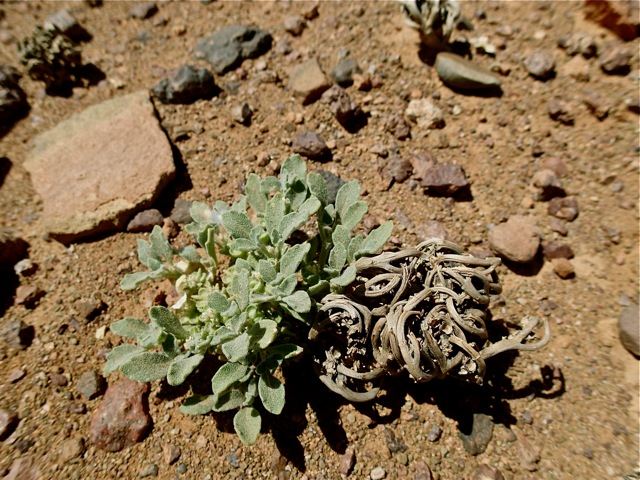